# Добро пожаловать в мёртвый дом
«Добро пожаловать в мёртвый дом» (англ. Welcome to Dead House) — первая книга американского писателя Роберта Стайна, написанная для детской аудитории. Первая публикация книги была в июле 1992 года. С повести «Добро пожаловать в мёртвый дом» началась серия книг под общим названием «Ужастики» (англ. Goosebumps). В России впервые была издана издательством «Росмэн» в 1999 году (хотя в оригинальной публикации эта книга была издана самой первой, в России она была издана шестой по счёту).
В основе сюжета произведения лежит история девочки Аманды, которая вместе с семьёй переезжает в новый дом, который находится в другом городе. С самого начала она начинает замечать странности, происходящие не только в новом доме но и в новом городе. Поведение тех немногочисленных горожан, которых встречает Аманда, также вызывает опасения у девочки.

## Сюжет
Семья Бенсонов впервые приезжает в городок Тёмные Пороги (англ. Dark Falls), чтобы осмотреть свой новый дом, якобы доставшийся мистеру Бенсону от покойного двоюродного дедушки. Семью встречает местный агент по недвижимости Комптон Доус. Дом выглядит старым и мрачным.
В первые дни после переезда юная Аманда Бенсон постоянно видит других детей в своём доме и слышит странные звуки, но ни родители, ни её младший брат Джош ей не верят. Позже Аманда и Джош знакомятся с другими детьми в городе. Один из них — Рэй Терстон — кажется дружелюбным, но своим странным поведением отталкивает; он и девушка Карен утверждают, что когда-то жили в их доме.
Две недели спустя пропадает Пити — пёс Бенсонов. Аманда и Джош отправляются искать его на кладбище, поскольку раньше Пити уже убегал туда, и по дороге встречают Рэя. На кладбище брат с сестрой находят надгробия с именами своих новых друзей, в том числе и Рэя. Рэй подтверждает, что могила и правда его, и он на самом деле один из живых мертвецов. Он рассказывает им, что раз в год мёртвые должны получать кровь только что убитого человека, чтобы поддерживать своё существование, и что это они убили Пити, потому что собаки чуют живых мертвецов. Потом Рэй нападает на Аманду, но в свете фонарика буквально начинает распадаться на части и в итоге превращается в груду костей.
Аманда и Джош бегут домой, но вместо родителей встречают других мёртвых детей, которые объясняют им, что нет никакого недавно умершего двоюродного дедушки, а известие о наследстве было уловкой, чтобы привести семью Бенсонов в Тёмные Пороги. Вдруг в дверях появляется Доус, и мёртвые дети исчезают. Доус говорит Джошу и Аманде, что нашёл их родителей и укрыл их на кладбище, «потому что там никто не догадается их искать», и поначалу Аманда и Джош верят ему. Но уже на кладбище дети замечают надгробие, на котором написано имя Доуса. Тогда он объясняет, что Тёмные Пороги когда-то были обычным городом, но на местной фабрике случилась аварийная утечка неизвестного жёлтого газа, который превратил всех жителей в нежить.
Детям удаётся сбежать от Доуса. Они замечают своих связанных родителей в центре кладбища и толпу мертвецов вокруг них. Приближается рассвет, и мёртвые собираются в тени от огромного сухого дерева. Аманда с Джошем бегут к дереву и с трудом сталкивают его с обрыва. Свет солнца падает на мертвецов, и они все начинают разлагаться. Последней мерцает Карен, которая на прощание благодарит Аманду. Дети спасают своих родителей и быстро добираются до дома, чтобы собрать вещи и уехать из города.
Когда семья Бенсонов покидает дом, то в самый последний момент Аманда видит, как к нему подъезжает новая семья. Когда те замечают Аманду и спрашивают, кто она такая, Аманда неожиданно цитирует Рэя и Карен, говоря, что она «раньше жила в их доме». Когда Аманда готовиться сесть в машину к родителям, она внезапно видит, как у дома семью встречает человек, который кажется ей похожим на мистера Доуса. Аманда отмахивается от этой мысли и захлопывает дверь машины.

## История создания книги

### Концепция
В начале 1990-х годов жена Стайна, Джейн Уолдхорн, предложила ему писать страшные книги для детской аудитории, по её мнению у читателей от 7 до 12 лет практически не было выбора в подобной литературе. И уже в 1992 году была опубликована первая книга под названием «Добро пожаловать в мёртвый дом». Изначально серия была нацелена на девочек, но она одинаково понравилась и мальчикам, и девочкам: половина писем от поклонников, приходивших Стайну, были написаны мальчиками.
Первоначально Стайн подписал контракт с издательством Scholastic всего на шесть книг, но в итоге в серии вышло 62. На волне популярности книжной серии «Ужастики», были выпущены такие книжные серии автора как Give Yourself Goosebumps, Goosebumps Series 2000, Goosebumps HorrorLand и Goosebumps Presents.

### Обложка

Изначальные наброски Тима Якобуса при работе над иллюстрацией обложки книги.

Для первого издания «Добро пожаловать в мёртвый дом» обложку книги рисовал американский художник Тим Джекобус, впоследствии он же нарисовал обложки практически ко всем книгам серии. Его иллюстрации стали классическими и даже на других языках зачастую «Ужастики» издавались именно с его рисунками. При работе над серией «Ужастики» Джекобус никогда заранее не получал полного варианта книги, по той причине, что Роберт Стайн работал над произведением одновременно с художником. Джекобус рассказывал, что обычно он получал краткое, всего из нескольких предложений, описание будущей книги, далее он делал для себя несколько быстрых эскизов, для того чтобы посмотреть, как его идея будет смотреться на бумаге. После чего выбирал два или три, делал полноценный эскиз и отправлял в издательство на утверждение. Издатель выбирал понравившийся эскиз, после чего Якобус делал красками маленькую зарисовку будущей картины, что бы проверить то, как будут выглядеть цвета и далее уже рисовал полноценную картину акриловыми красками, в конце подправляя некоторые детали аэрографом. Такую же работу он проделал и для иллюстрации книги «Добро пожаловать в мёртвый дом». Изначально Джекобус создал два наброска, на которых дом главных героев был изображён с двух разных ракурсов. Впоследствии был выбран вариант, в котором на первом плане перед читателем представали ступени, ведущие к дому, и открытая дверь. В России первый раз данная повесть была издана с оригинальной обложкой Джекобуса.
Когда в 2010 году в США издательство «Scholastic» решило переиздать всю серию «Ужастиков» под новым названием серии «Classic Goosebumps», иллюстрации ко всем книгам серии уже были выполнены художником Брэндоном Дорманом. Его рисунок обложки «Добро пожаловать в мёртвый дом» являлся ремейком иллюстрации Джекобуса, в России книга с такой обложкой была выпущена в 2019 году.

## Критика
Лаборатория Фантастики

 Amazon

 Goodreads

 LibraryThing
Серия книг «Ужастики» начавшаяся с книги «Добро пожаловать в мёртвый дом» стала одной из самых продаваемых серией детских книг в мире. Книги серии были переведены на двадцать четыре языка, только на английском языке книги были проданы тиражом более 350 миллионов экземпляров. К 1996 году было продано более одного миллиона экземпляров книги «Добро пожаловать в мёртвый дом».
Рэнди Диксон отмечает, что Стайн продемонстрировал многие темы, общие для книг в жанре ужасов для детей этого возраста, в том числе то, что взрослые не воспринимают всерьёз рассказы детей, они «во всех случаях с подозрением относятся к своим детям и мало что делают, чтобы помочь или поддержать их», так же Диксон говорит о плохом развитии характеров этих персонажей. А «монстры» показанные в книге «одновременно притягательны и отталкивают», они одновременно очаровывают и вызывают отвращение. В своей первой книге в серии Стайн сразу «установил ряд тропов», которые усиленно развивал в последующих десятилетиях. Например, главная героиня является же и главным рассказчиком, что помогает читателю отождествлять себя с героем книги и влияет на погружение в историю; у неё есть непослушный брат, который создаёт своим поведением смешные ситуации; родители не верят словам детей из-за стресса, свалившегося на них в результате переезда. Книга написана довольно мрачно по сравнению с другими книгами серии, и Роберт Стайн даже говорил, что «если ему когда-нибудь представится возможность переписать эту книгу, он сделает её ещё смешнее». Джуд Делука с сайта pointhorror.com отмечает сходство книги с романом Ричарда Мэтисона «Я — легенда» из-за одиночества главных героев в пустом городе, в котором остались лишь мертвецы.

## Телеадаптация
В 1995 году начал выходить канадско-американский телесериал-антология ужасов «Мурашки», каждая серия которого являлась экранизацией отдельной книги Роберта Стайна из серии «Ужастики». Двадцатая и двадцать первая серии второго сезона являются экранизацией книги «Добро пожаловать в мёртвый дом». Премьера первой из двух серий состоялась 29 июня 1997 года.

## Список основных изданий

### На языке оригинала
- R.L. Stine. Welcome to Dead House. — Scholastic Corporation, Parachute Press, 1992. — P. 123. — ISBN 0590453653.
- R.L. Stine. Welcome to Dead House. — Scholastic Corporation, 2003. — P. 123. — (Goosebumps (2003 - 2007 reprints)). — ISBN 0439568471. — ISBN 9780439568470.
- R.L. Stine. Welcome to Dead House. — Scholastic Corporation, 2008. — P. 123. — ISBN 0545158885. — ISBN 9780545158886.
- R.L. Stine. Welcome to Dead House. — Scholastic Corporation, 2010. — P. 123. — (Classic Goosebumps). — ISBN 0545158885. — ISBN 9780545158886.

В издании 2008 года все приведённые в тексте даты жизни над надгробиях сдвинуты вперёд на несколько лет и во весь текст книги были внесены различные лексические замены.

### На русском языке
- Р. Л. Стайн. Добро пожаловать в мёртвый дом. — РОСМЭН, 1999. — 144 с. — (Р.Л. Стайн. Ужастики). — ISBN 5-257-00581-6.
- Р. Л. Стайн. Самые страшные ужастики-4. — РОСМЭН, 2005. — 336 с. — (Р.Л. Стайн. Самые страшные ужастики). — ISBN 3-353-02085-5.
- Р. Л. Стайн. Добро пожаловать в мёртвый дом. — АСТ, 2019. — 128 с. — (Ужастики Р. Л. Стайна). — ISBN 978-5-17-112585-1.

### Аудиокниги
- R.L. Stine. Welcome to Dead House / Ted Kryczko — Cassette — Walt Disney Records, May 1997. — 46 min.
- R.L. Stine. Welcome to Dead House / Tara Sands — Spotify — Scholastic Inc., April 2015. — 2h. 43 min.